# Jorge de la Vega (Flötist)
Jorge de la Vega ist ein argentinischer Flötist.
De la Vega studierte bis 1979 an der Universidad Nacional de Cuyo und hatte dort Flötenunterricht bei Lars Nilsson. Seit 1983 ist er Erster Flötist des Orchesters des Teatro Colón. Er besuchte Kurse von András Adorján und Paul Meisen und zwischen 1985 und 1987 dessen Meisterklasse der Hochschule für Musik und Theater München. 1990 gab er sein erstes Konzert in der Weil Recital Hall der Carnegie Hall.
Ab 1994 leitete er zehn Spielzeiten lang den Zyklus Jueves de Cultura des Colegio de Escribanos in Buenos Aires. 1999 spielte er die Uraufführung von Carlos Franzettis Milenium Concerto. 2000 konzipierte und realisierte er mit Ernesto Acher das didaktische Konzert Los Animales de la Música, das 2005 und 2006 auch am Teatro Colón aufgeführt wurde.
Als Erster Soloflötist des brasilianischen Orquesta Sinfónica del Estado de San Pablo unternahm er 2002 eine Konzertreise durch die USA und 2004 eine Tournee durch Brasilien. 2004 spielte er mit dem Orquesta Filarmónica de Buenos Aires die Uraufführung von Paquito D’Riveras Gran Danzón für Flöte und Orchester.

## Diskographie
- Images Before Dawn: Symphonic Music of Carlos Franzetti, 1985
- Astor Piazzolla: A Flute and Piano Tribute, 1995
- András Adorján: Flautas de Buenos Aires, 1997
- András Adorján: Flautas Tango, 2004